# Rivière Sakami

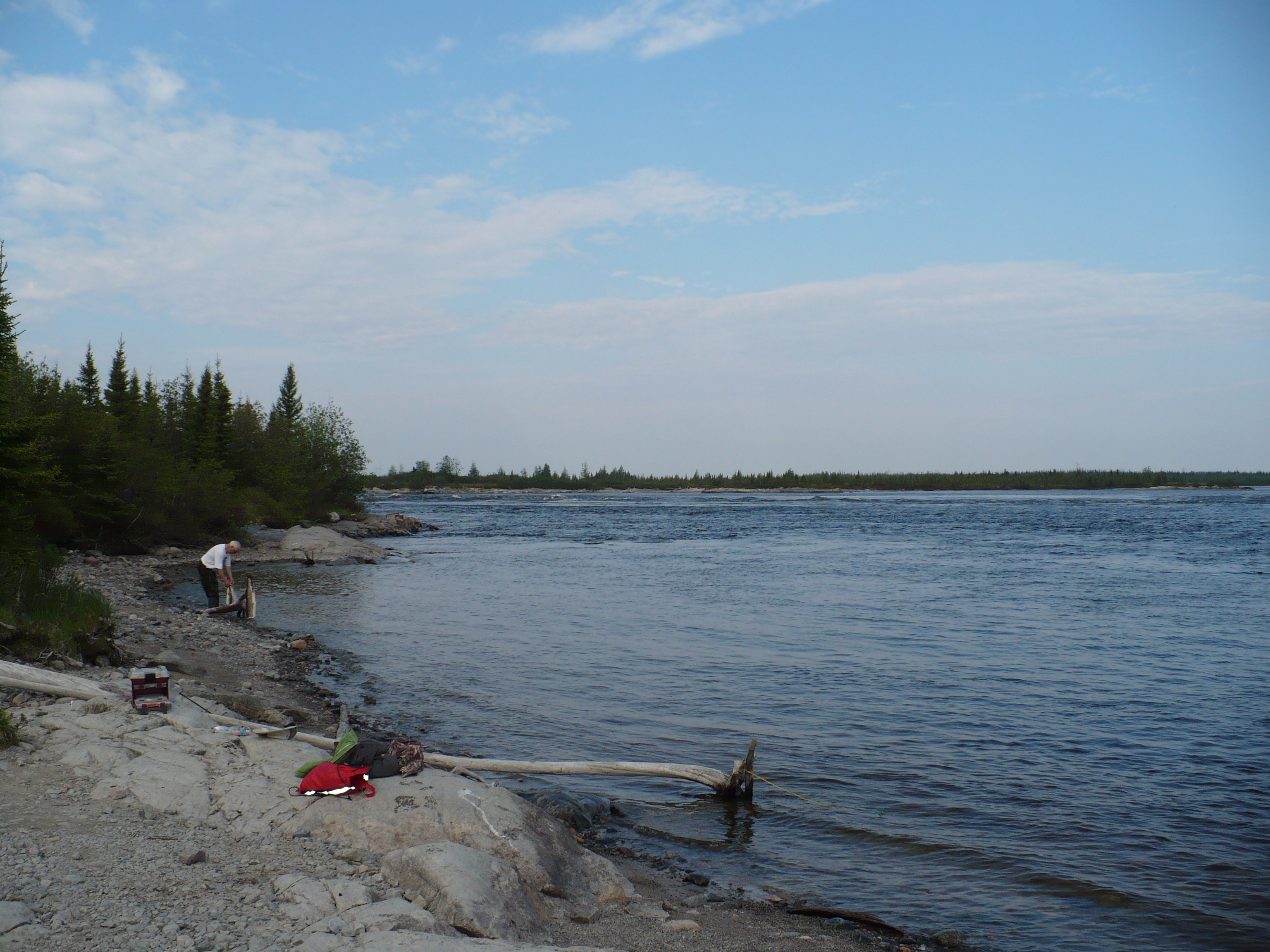
Rivière Sakami (2010)

Der Rivière Sakami ist ein etwa 463 km langer Fluss in der kanadischen Provinz Québec.

## Flusslauf
Der Fluss hat seinen Ursprung im 493 m hoch gelegenen See Lac Joubert im Zentrum der Labrador-Halbinsel. Von dort fließt er in überwiegend westlicher Richtung. Bei Flusskilometer 178 befindet sich der Ableitungsdamm Digue de la Frégate (⊙). Oberhalb des Staudamms ist der Rivière Sakami mit dem südlich gelegenen Lac de la Frégate verbunden. Nach Norden zweigen bei den Flusskilometern 192 und 183 der Chenal Masta und der Rivière De Pontois nach Norden ab. Der Chenal Masta trifft nach etwa 15,5 km auf den Rivière de Pontois. Dieser fließt insgesamt über eine Strecke von 61 km in überwiegend nördlicher Richtung zum Stausee Réservoir La Grande 3. Knapp 15 Kilometer unterhalb der Digue de la Frégate bei Flusskilometer 163 befindet sich ein weiterer Damm (⊙), über den eine Fahrweg führt. Bei Flusskilometer 36 erreicht der Rivière Sakami den Lac Sakami. Ein Wehr (⊙) reguliert den Abfluss des Lac Sakami. Der Rivière Sakami fließt vom Nordwestende des Lac Sakami noch etwa 11,5 km, bevor er in den vom Fluss La Grande Rivière durchflossenen Stausee Réservoir Robert-Bourassa mündet. Aufgrund von Zuleitungen südlich gelegener Flüsse in den Lac Sakami im Rahmen des Baie-James-Wasserkraftprojekts vergrößert sich die Wassermenge in seinem letzten Abschnitt erheblich. 10 km oberhalb der Mündung führt die Route Transtaïga über die Brücke Pont de la Rivière-Sakami (⊙) und quert den Fluss.

## Abflusspegel
- oberhalb des Lac Sakami - Pegelmessung 1960-1976
- unterhalb des Rivière de Pontois-1 - Pegelmessung 1960-1965
- unterhalb des Rivière de Pontois-2 - Pegelmessung 1966-1975
- nahe dem La Grande Rivière - Pegelmessung 1960-1978